# Arthrodibius laxepunctatus
Arthrodibius laxepunctatus là một loài bọ cánh cứng trong họ Tenebrionidae. Loài này được Fairmaire miêu tả khoa học đầu tiên năm 1884.